# Lanquais
Pour les articles homonymes, voir Lanquais (homonymie).
Lanquais est une commune française située dans le département de la Dordogne, en région Nouvelle-Aquitaine.

## Géographie

### Généralités
Dans le sud du département de la Dordogne, en Bergeracois, la commune rurale de Lanquais fait partie de l'aire d'attraction de Bergerac. Elle est traversée par le Couzeau, un affluent de la Dordogne.
À l'intersection des routes départementales (RD) 22, 37 et 37E2 et arrosé par le Couzeau, le bourg de Lanquais se situe, en distances orthodromiques, trois kilomètres au sud-ouest de Lalinde et quinze kilomètres à l'est-sud-est du centre-ville de Bergerac.
Entre Faux-en-Périgord et Couze-et-Saint-Front, le sentier de grande randonnée GR 6 traverse le territoire communal du sud au nord-est sur cinq kilomètres et demi, passant à côté du château de Lanquais.

### Communes limitrophes
Lanquais est limitrophe de sept autres communes. Au nord-est, le territoire de Baneuil est distant de 600 mètres et, au nord-ouest, celui de Saint-Capraise-de-Lalinde est éloigné de moins de 700 mètres.
| Saint-Agne       | Varennes | Couze-et-Saint-Front |
| Verdon           | Lanquais | Bayac                |
| Faux-en-Périgord |          | Monsac               |

### Géologie et relief

#### Géologie
Situé sur la plaque nord du Bassin aquitain et bordé à son extrémité nord-est par une frange du Massif central, le département de la Dordogne présente une grande diversité géologique. Les terrains sont disposés en profondeur en strates régulières, témoins d'une sédimentation sur cette ancienne plate-forme marine. Le département peut ainsi être découpé sur le plan géologique en quatre gradins différenciés selon leur âge géologique. Lanquais est située dans le quatrième gradin à partir du nord-est, un plateau formé de dépôts siliceux-gréseux et de calcaires lacustres de l'ère tertiaire.
Les couches affleurantes sur le territoire communal sont constituées de formations superficielles du Quaternaire et de roches sédimentaires datant pour certaines du Cénozoïque, et pour d'autres du Mésozoïque. La formation la plus ancienne, notée c5e, date du Campanien 5, des calcaires bioclastiques jaunâtres à rudistes, orbitoides media, Larrazetia, calcaires gréseux jaunes à grands silex versicolores, lumachelles à huîtres. La formation la plus récente, notée CFp, fait partie des formations superficielles de type colluvions indifférenciées de versant, de vallon et plateaux issues d'alluvions, molasses, altérites. Le descriptif de ces couches est détaillé dans  les feuilles « no 806 - Bergerac » et « no 830 - Eymet » de la carte géologique au 1/50 000 de la France métropolitaine, et leurs notices associées,.

Carte géologique de Lanquais.

#### Relief et paysages
Le département de la Dordogne se présente comme un vaste plateau incliné du nord-est (491 m, à la forêt de Vieillecour dans le Nontronnais, à Saint-Pierre-de-Frugie) au sud-ouest (2 m à Lamothe-Montravel). L'altitude du territoire communal varie quant à elle entre 40 m et 173 m,.
Dans le cadre de la Convention européenne du paysage entrée en vigueur en France le 1er juillet 2006, renforcée par la loi du 8 août 2016 pour la reconquête de la biodiversité, de la nature et des paysages, un atlas des paysages de la Dordogne a été élaboré sous maîtrise d’ouvrage de l’État et publié en octobre 2020. Les paysages du département s'organisent en huit unités paysagères et 14 sous-unités. La commune fait partie du Périgord noir, un paysage vallonné et forestier, qui ne s’ouvre que ponctuellement autour de vallées-couloirs et d’une multitude de clairières de toutes tailles. Il s'étend du nord de la Vézère au sud de la Dordogne (en amont de Lalinde) et est riche d’un patrimoine exceptionnel.
La superficie cadastrale de la commune publiée par l'Insee, qui sert de référence dans toutes les statistiques, est de 14,48 km2,,. La superficie géographique, issue de la BD Topo, composante du Référentiel à grande échelle produit par l'IGN, est quant à elle de 14,72 km2.

### Hydrographie

#### Réseau hydrographique
La commune est située dans le bassin de la Dordogne au sein du Bassin Adour-Garonne. Elle est drainée par le Couzeau et le ruisseau de la Biède et par un petit cours d'eau, qui constituent un réseau hydrographique de 12 km de longueur totale,.
Le Couzeau, d'une longueur totale de 13,76 km, prend sa source à Bardou et se jette dans la Dordogne en rive gauche à Varennes, face à Baneuil,. Il traverse la commune du sud au nord sur quatre kilomètres.
Autre affluent de rive gauche de la Dordogne, le ruisseau de la Biède marque la limite communale au nord-ouest sur près d'un kilomètre et demi, face à Verdon et à Saint-Agne.

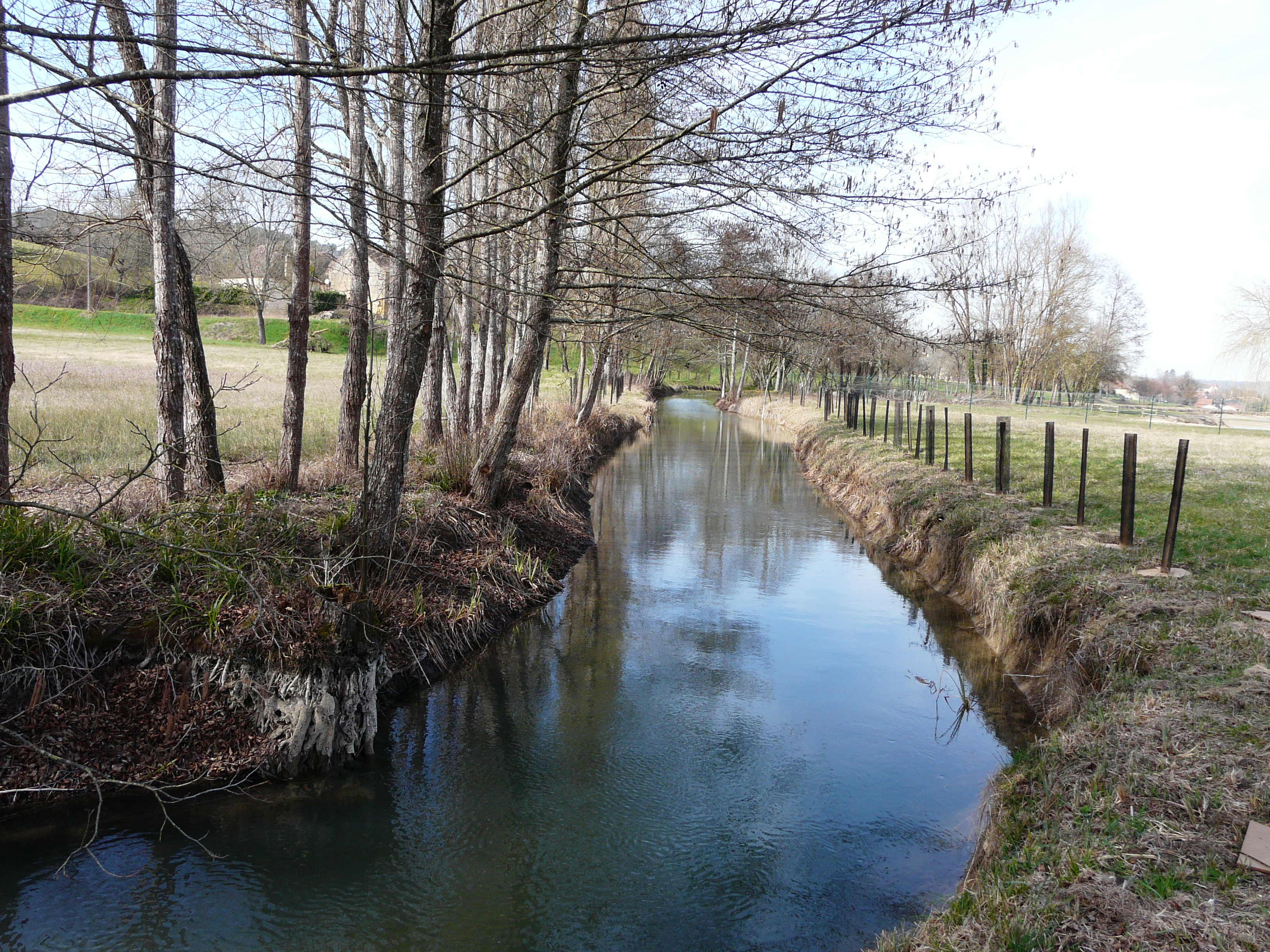
Le Couzeau en amont de l'ancien plan d'eau.
Réseaux hydrographique et routier de Lanquais.

#### Gestion et qualité des eaux
Le territoire communal est couvert par le schéma d'aménagement et de gestion des eaux (SAGE) « Dordogne Atlantique ». Ce document de planification, dont le territoire correspond au sous‐bassin le plus aval du bassin versant de la Dordogne (aval de la confluence Dordogne - Vézère)., d'une superficie de 2 700 km2 est en cours d'élaboration. La structure porteuse de l'élaboration et de la mise en œuvre est l'établissement public territorial de bassin de la Dordogne (EPIDOR). Il définit sur son territoire les objectifs généraux d’utilisation, de mise en valeur et de protection quantitative et qualitative des ressources en eau superficielle et souterraine, en respect des objectifs de qualité définis dans le troisième SDAGE  du Bassin Adour-Garonne qui couvre la période 2022-2027, approuvé le 10 mars 2022.
La qualité des eaux de baignade et des cours d’eau peut être consultée sur un site dédié géré par les agences de l’eau et l’Agence française pour la biodiversité.

### Climat
Pour des articles plus généraux, voir Climat de la Nouvelle-Aquitaine et Climat de la Dordogne.
Historiquement, la commune est exposée à un climat océanique aquitain.  
En 2020, Météo-France publie une typologie des climats de la France métropolitaine dans laquelle la commune est exposée à un climat océanique altéré et est dans la région climatique  Aquitaine, Gascogne, caractérisée par une pluviométrie abondante au printemps, modérée en automne, un faible ensoleillement au printemps, un été chaud (19,5 °C), des vents faibles, des brouillards fréquents en automne et en hiver et des orages fréquents en été (15 à 20 jours).
Pour la période 1971-2000, la température annuelle moyenne est de 12,6 °C, avec  une amplitude thermique annuelle de 15,3 °C. Le cumul annuel moyen de précipitations est de 846 mm, avec 11,9 jours de précipitations en janvier et 6,9 jours en juillet. Pour la période 1991-2020, la température moyenne annuelle observée sur la station météorologique la plus proche, située sur la commune de Bergerac à 15 km à vol d'oiseau, est de 13,2 °C et le cumul annuel moyen de précipitations est de 792,9 mm,. Pour l'avenir, les paramètres climatiques de la commune estimés pour 2050 selon différents scénarios d’émission de gaz à effet de serre sont consultables sur un site dédié publié par Météo-France en novembre 2022.

## Urbanisme

### Typologie
Au 1er janvier 2024, Lanquais est catégorisée commune rurale à habitat dispersé, selon la nouvelle grille communale de densité à 7 niveaux définie par l'Insee en 2022.
Elle appartient à l'unité urbaine de Lalinde, une agglomération intra-départementale dont elle est une commune de la banlieue,. Par ailleurs la commune fait partie de l'aire d'attraction de Bergerac, dont elle est une commune de la couronne,. Cette aire, qui regroupe 73 communes, est catégorisée dans les aires de 50 000 à moins de 200 000 habitants,.

### Occupation des sols
L'occupation des sols de la commune, telle qu'elle ressort de la base de données européenne d’occupation biophysique des sols Corine Land Cover (CLC), est marquée par l'importance des forêts et milieux semi-naturels (59,8 % en 2018), en augmentation par rapport à 1990 (58,1 %). La répartition détaillée en 2018 est la suivante : 
forêts (57 %), zones agricoles hétérogènes (32,7 %), terres arables (4,2 %), zones urbanisées (3,2 %), milieux à végétation arbustive et/ou herbacée (2,8 %), prairies (0,1 %). L'évolution de l’occupation des sols de la commune et de ses infrastructures peut être observée sur les différentes représentations cartographiques du territoire : la carte de Cassini (XVIIIe siècle), la carte d'état-major (1820-1866) et les cartes ou photos aériennes de l'IGN pour la période actuelle (1950 à aujourd'hui).

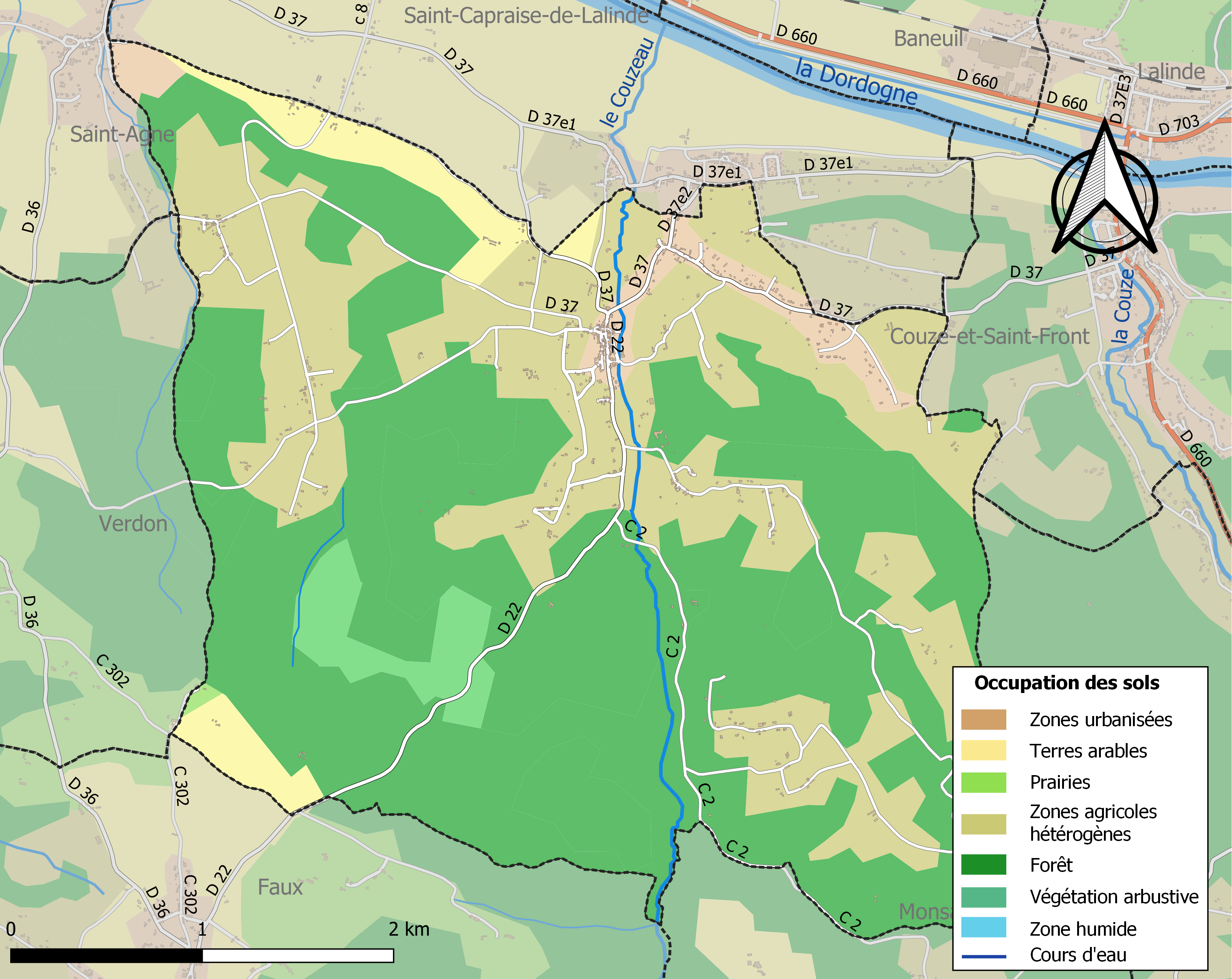
Carte des infrastructures et de l'occupation des sols de la commune en 2018 (CLC).

### Prévention des risques
Le territoire de la commune de Lanquais est vulnérable à différents aléas naturels : météorologiques (tempête, orage, neige, grand froid, canicule ou sécheresse), feux de forêts, mouvements de terrains et séisme (sismicité très faible). Il est également exposé à un risque technologique, la rupture d'un barrage. Un site publié par le BRGM permet d'évaluer simplement et rapidement les risques d'un bien localisé soit par son adresse soit par le numéro de sa parcelle.

#### Risques naturels
Lanquais est exposée au risque de feu de forêt. L’arrêté préfectoral du 14 mars 2013 fixe les conditions de pratique des incinérations et de brûlage dans un objectif de réduire le risque de départs d’incendie. À ce titre, des périodes sont déterminées : interdiction totale du 15 février au 15 mai et du 15 juin au 15 octobre, utilisation réglementée du 16 mai au 14 juin et du 16 octobre au 14 février. En septembre 2020, un plan inter-départemental de protection des forêts contre les incendies (PidPFCI) a été adopté pour la période 2019-2029,.

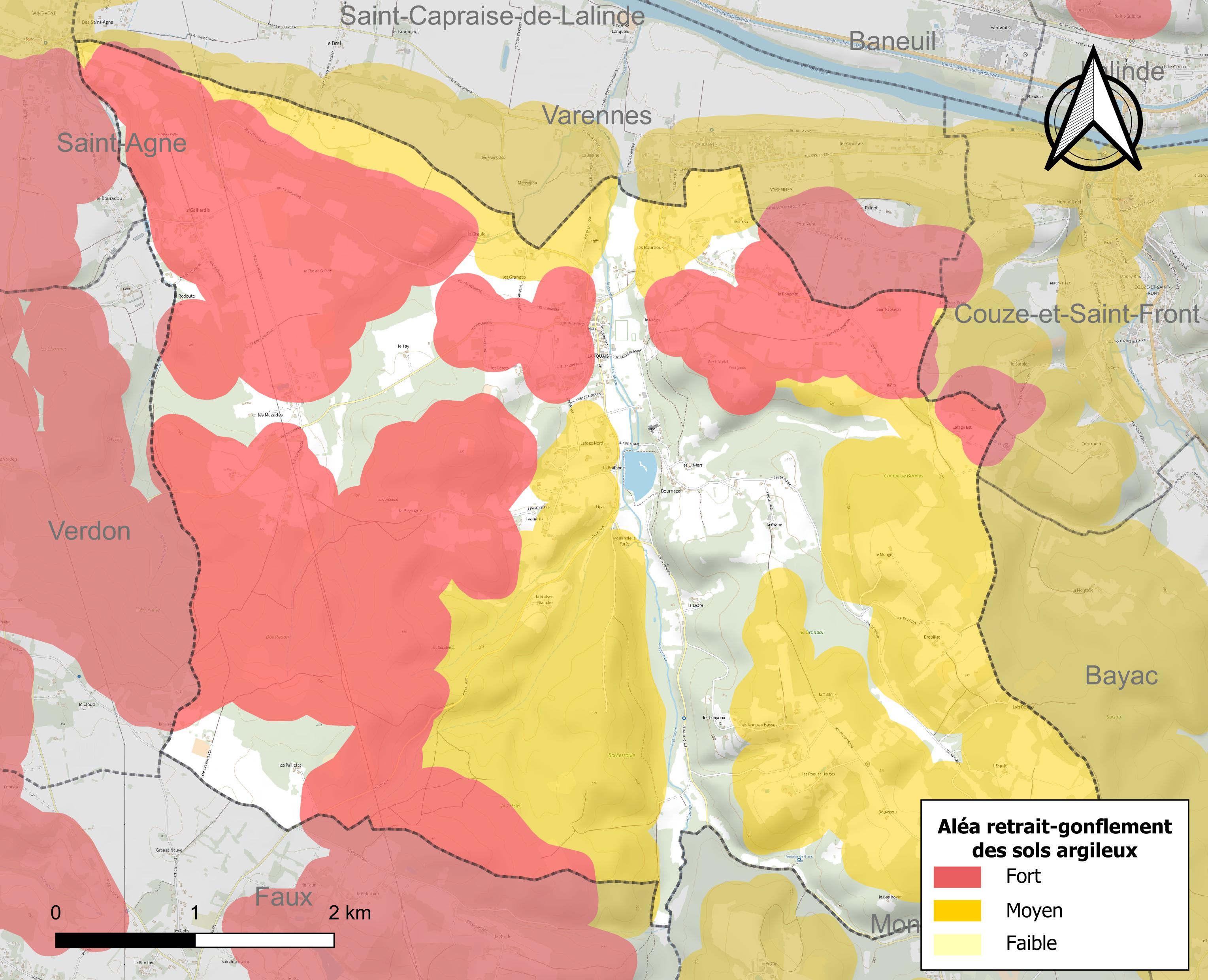
Carte des zones d'aléa retrait-gonflement des sols argileux de Lanquais.

Les mouvements de terrains susceptibles de se produire sur la commune sont des affaissements et effondrements liés aux cavités souterraines (hors mines) et des tassements différentiels. Afin de mieux appréhender le risque d’affaissement de terrain, un inventaire national permet de localiser les éventuelles cavités souterraines sur la commune. Le retrait-gonflement des sols argileux est susceptible d'engendrer des dommages importants aux bâtiments en cas d’alternance de périodes de sécheresse et de pluie. 77 % de la superficie communale est en aléa moyen ou fort (58,6 % au niveau départemental et 48,5 % au niveau national métropolitain). Depuis le 1er octobre 2020, en application de la loi ÉLAN, différentes contraintes s'imposent aux vendeurs, maîtres d'ouvrages ou constructeurs de biens situés dans une zone classée en aléa moyen ou fort,.
La commune a été reconnue en état de catastrophe naturelle au titre des dommages causés par les inondations et coulées de boue survenues en 1982 et 1999, par la sécheresse en 2005 et 2011 et par des mouvements de terrain en 1999.

#### Risque technologique
La commune est en outre située en aval du barrage de Bort-les-Orgues, un ouvrage de classe A situé dans le département de la Corrèze et faisant l'objet d'un PPI depuis 2009. À ce titre elle est susceptible d’être touchée par l’onde de submersion consécutive à la rupture de cet ouvrage.

## Toponymie
En occitan, la commune porte le nom de Lencais.

## Histoire
Le premier texte évoquant Lanquais serait d'après certains historiens un martyrologe de saint Front, le premier saint périgordin, datant du VIIe ou VIIIe siècle. La forme en est Linocassio, lieu où serait né le saint. Toutefois, rien ne peut attester à ce jour qu'il correspondrait à Lanquais. En 1276, les textes nous donnent Linquaychs, Lincays en 1286, et Lenquays au XVe siècle.
Le château de Lanquais, un peu en dehors du bourg, occupe un promontoire et comprend un corps de logis très haut datant du XVe siècle, flanqué d'une tour crénelée au nord, et au sud d'une tour octogonale servant à un escalier. La partie Renaissance, datant de la fin du règne d'Henri II (1547-1559), est probablement l'œuvre de Giles de la Tour, seigneur du lieu par son mariage avec Marguerite de la Cropte en 1531. Ce pavillon Renaissance s'élève sur quatre étages.
La seigneurie de Lanquais a appartenu successivement aux familles suivantes :
- famille de Mons (du XIIe siècle à 1426)
- famille de la Cropte (de 1426 à 1571)
- famille de la Tour d'Auvergne (de 1571 à 1719)
- famille d'Orléans (de 1719 à 1732)
- famille de Gourgues (de 1732 à 1949)[46]
- famille Foucher de Brandois (de 1949 à nos jours)

## Politique et administration

### Administration municipale
La population de la commune étant comprise entre 100 et 499 habitants au recensement de 2017, onze conseillers municipaux ont été élus en 2020,.

### Liste des maires
| Période                                  | Période  | Identité         | Étiquette             | Qualité           |
| ---------------------------------------- | -------- | ---------------- | --------------------- | ----------------- |
| Les données manquantes sont à compléter. |          |                  |                       |                   |
|                                          |          |                  |                       |                   |
| avant 1981                               | 1983     | Odette Neyrac    | DVG                   |                   |
| 1983                                     | ?        | Camille Barrière |                       |                   |
|                                          |          |                  |                       |                   |
| mars 2001 (réélu en mai 2020)            | En cours | Michel Blanchet  | SE puis apparenté PCF | Salarié à la SNPE |

## Équipements et services publics

### Enseignement
En 2016, Lanquais est organisée en regroupement pédagogique intercommunal (RPI) avec les communes de Saint-Agne, Saint-Capraise-de-Lalinde, Varennes et Verdon. Des classes sont assurées à Lanquais, aussi bien en maternelle (grande section) qu'en école élémentaire (CP, CE1 et CE2).

### Justice
Dans le domaine judiciaire, Lanquais relève : 
- du tribunal judiciaire, du tribunal pour enfants, du conseil de prud'hommes et du tribunal de commerce de Bergerac ;
- du pôle Nationalité du tribunal judiciaire de Périgueux (compétent uniquement dans le domaine de la nationalité) ;
- de la cour d'appel, du tribunal administratif et de la  cour administrative d'appel de Bordeaux.

## Population et société

### Démographie
L'évolution du nombre d'habitants est connue à travers les recensements de la population effectués dans la commune depuis 1793. Pour les communes de moins de 10 000 habitants, une enquête de recensement portant sur toute la population est réalisée tous les cinq ans, les populations de référence des années intermédiaires étant quant à elles estimées par interpolation ou extrapolation. Pour la commune, le premier recensement exhaustif entrant dans le cadre du nouveau dispositif a été réalisé en 2005.

En 2022, la commune comptait 501 habitants, en évolution de +0,8 % par rapport à 2016 (Dordogne : +0,37 %, France hors Mayotte : +2,11 %).
| 1793 | 1800  | 1806 | 1821  | 1831  | 1836 | 1841 | 1846 | 1851 |
| ---- | ----- | ---- | ----- | ----- | ---- | ---- | ---- | ---- |
| 908  | 1 005 | 855  | 1 024 | 1 055 | 922  | 938  | 917  | 943  |

| 1856 | 1861 | 1866 | 1872 | 1876 | 1881 | 1886 | 1891 | 1896 |
| ---- | ---- | ---- | ---- | ---- | ---- | ---- | ---- | ---- |
| 868  | 818  | 826  | 793  | 771  | 777  | 794  | 660  | 634  |

| 1901 | 1906 | 1911 | 1921 | 1926 | 1931 | 1936 | 1946 | 1954 |
| ---- | ---- | ---- | ---- | ---- | ---- | ---- | ---- | ---- |
| 584  | 607  | 572  | 507  | 506  | 503  | 507  | 505  | 521  |

| 1962 | 1968 | 1975 | 1982 | 1990 | 1999 | 2005 | 2006 | 2010 |
| ---- | ---- | ---- | ---- | ---- | ---- | ---- | ---- | ---- |
| 507  | 530  | 532  | 526  | 527  | 513  | 496  | 499  | 542  |

| 2015 | 2020 | 2022 | - | - | - | - | - | - |
| ---- | ---- | ---- | - | - | - | - | - | - |
| 499  | 498  | 501  | - | - | - | - | - | - |

### Sports
Après une première équipe de rugby représentant Lanquais entre 1923 et 1935, l'Union sportive Lanquais/Varennes est née en 1974.

## Économie

### Emploi
En 2015, parmi la population communale comprise entre 15 et 64 ans, les actifs représentent 200 personnes, soit 40,1 % de la population municipale. Le nombre de chômeurs (21) a augmenté par rapport à 2010 (19) et le taux de chômage de cette population active s'établit à 10,5 %.

### Établissements
Au 31 décembre 2015, la commune compte quarante-neuf établissements, dont vingt-six au niveau des commerces, transports ou services, neuf dans la construction, sept dans l'agriculture, la sylviculture ou la pêche, quatre relatifs au secteur administratif, à l'enseignement, à la santé ou à l'action sociale, et trois dans l'industrie.

## Culture locale et patrimoine

### Lieux et monuments
- Église Notre-Dame-de-l'Assomption[60], romane du XIIe siècle avec portail du XIVe siècle[61].
- Château de Lanquais, ainsi que l'allée d'ormeaux qui y conduit, XVe et XVIe siècles, classé au titre des monuments historiques en 1942, alors que l'aile ouest, les dépendances, le mur d'enceinte et la cour sont inscrits au titre des monuments historiques en 2010[62].
- Grange du XVe siècle, dépendant du château de Lanquais, inscrite au titre des monuments historiques en 1942[63].
- Château de Laroque, XVe et XVIe siècles, inscrit au titre des monuments historiques en 1948[64].

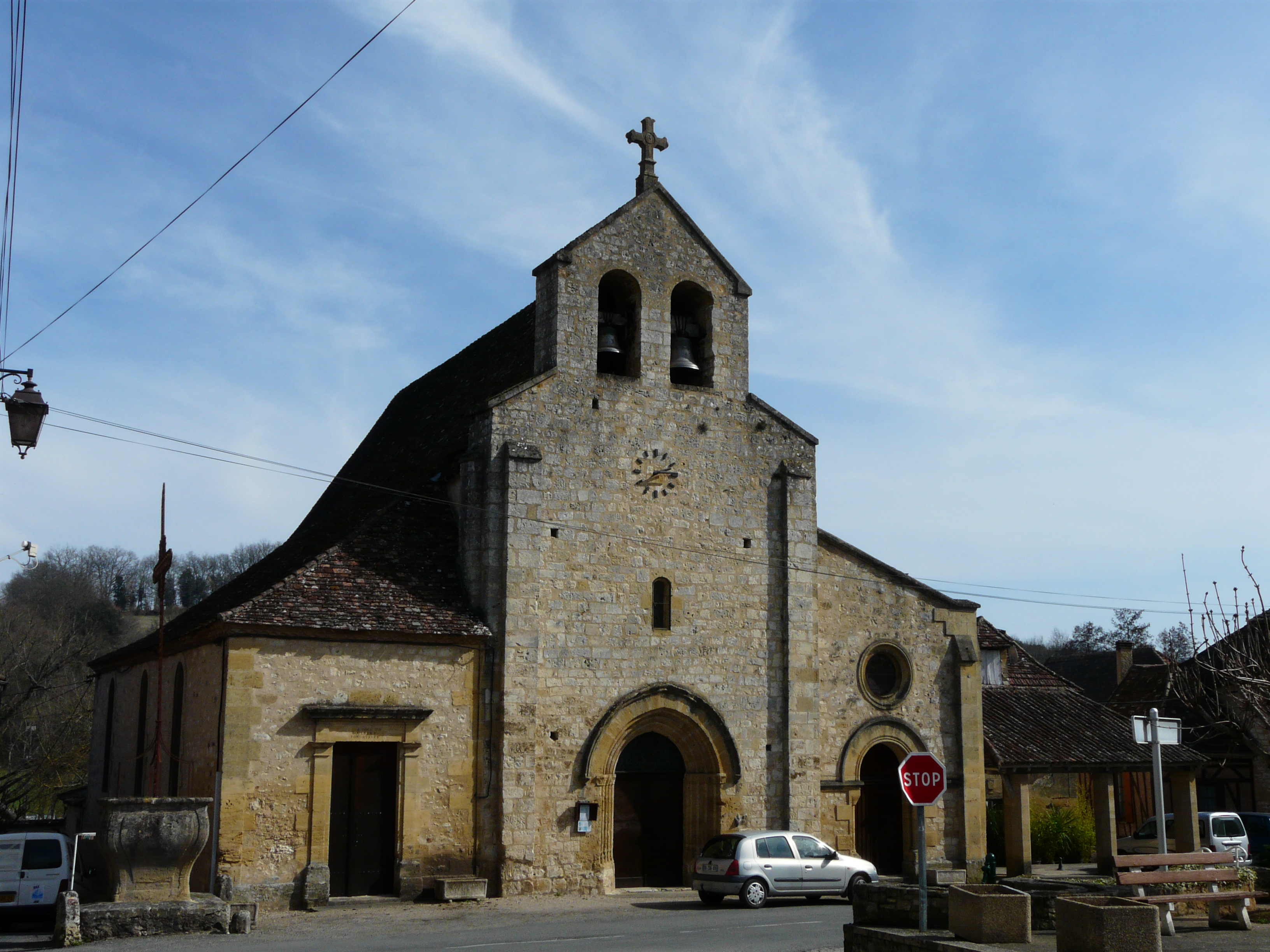
L'église Notre-Dame-de-l'Assomption.
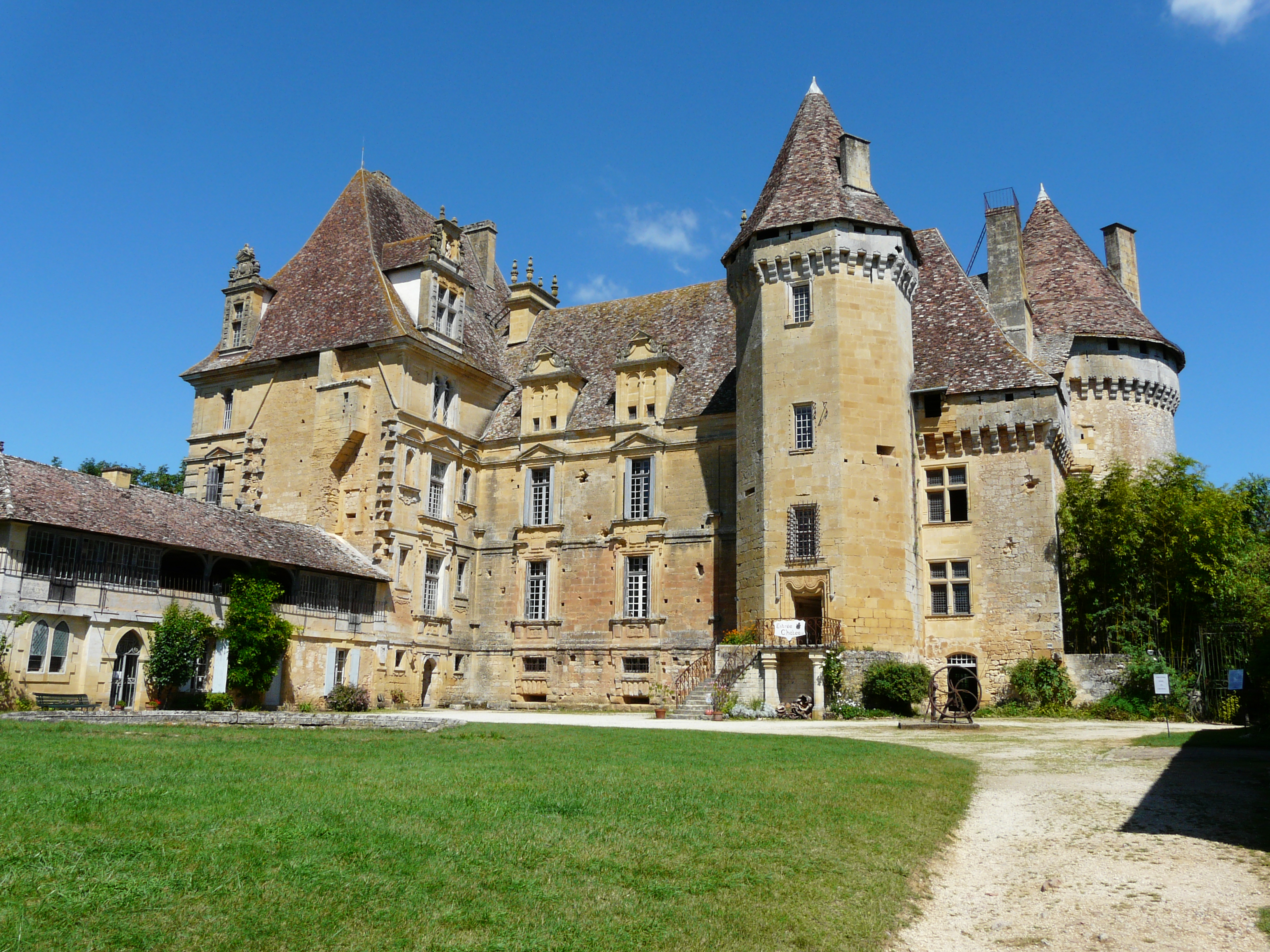
Le château de Lanquais.
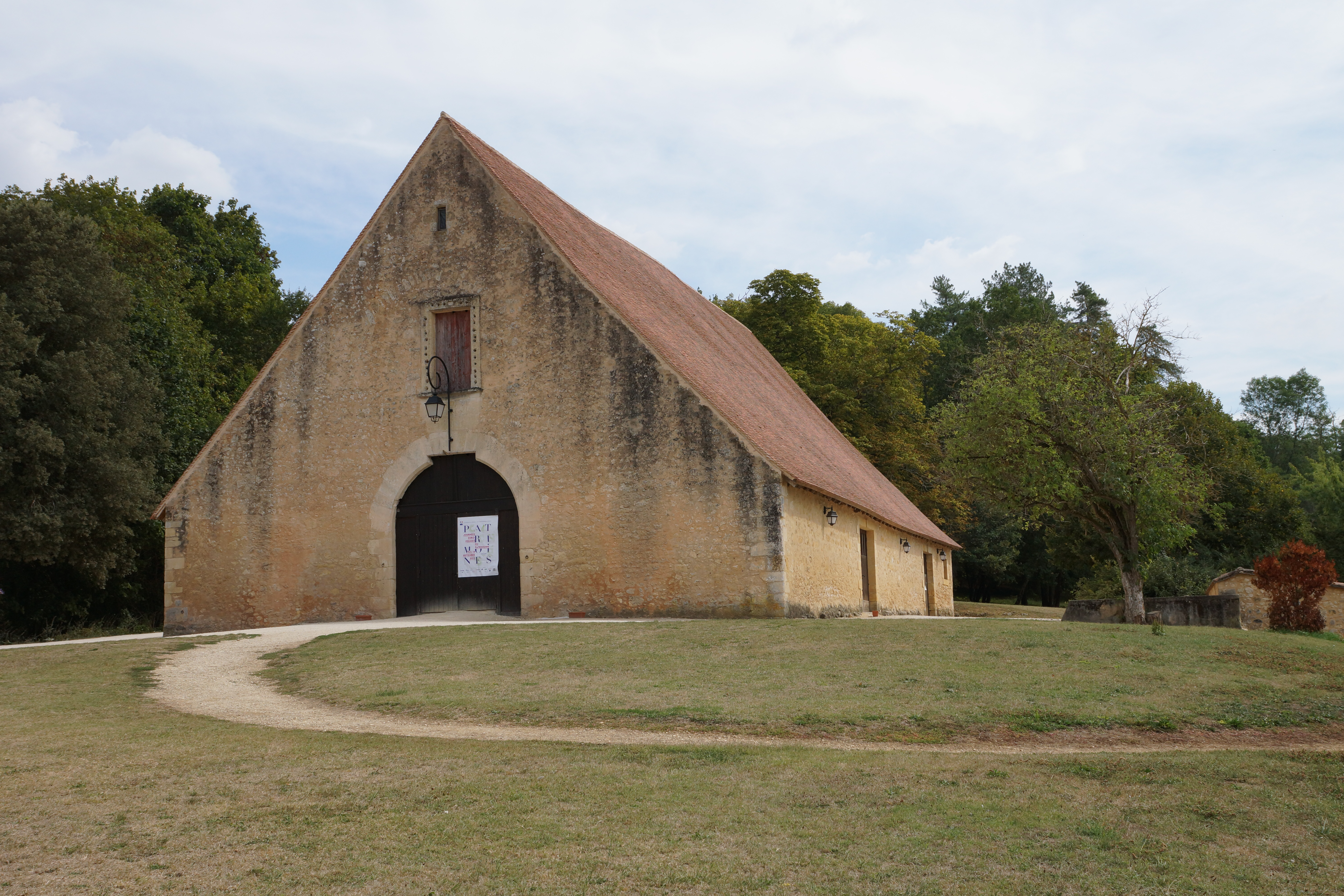
La grange.
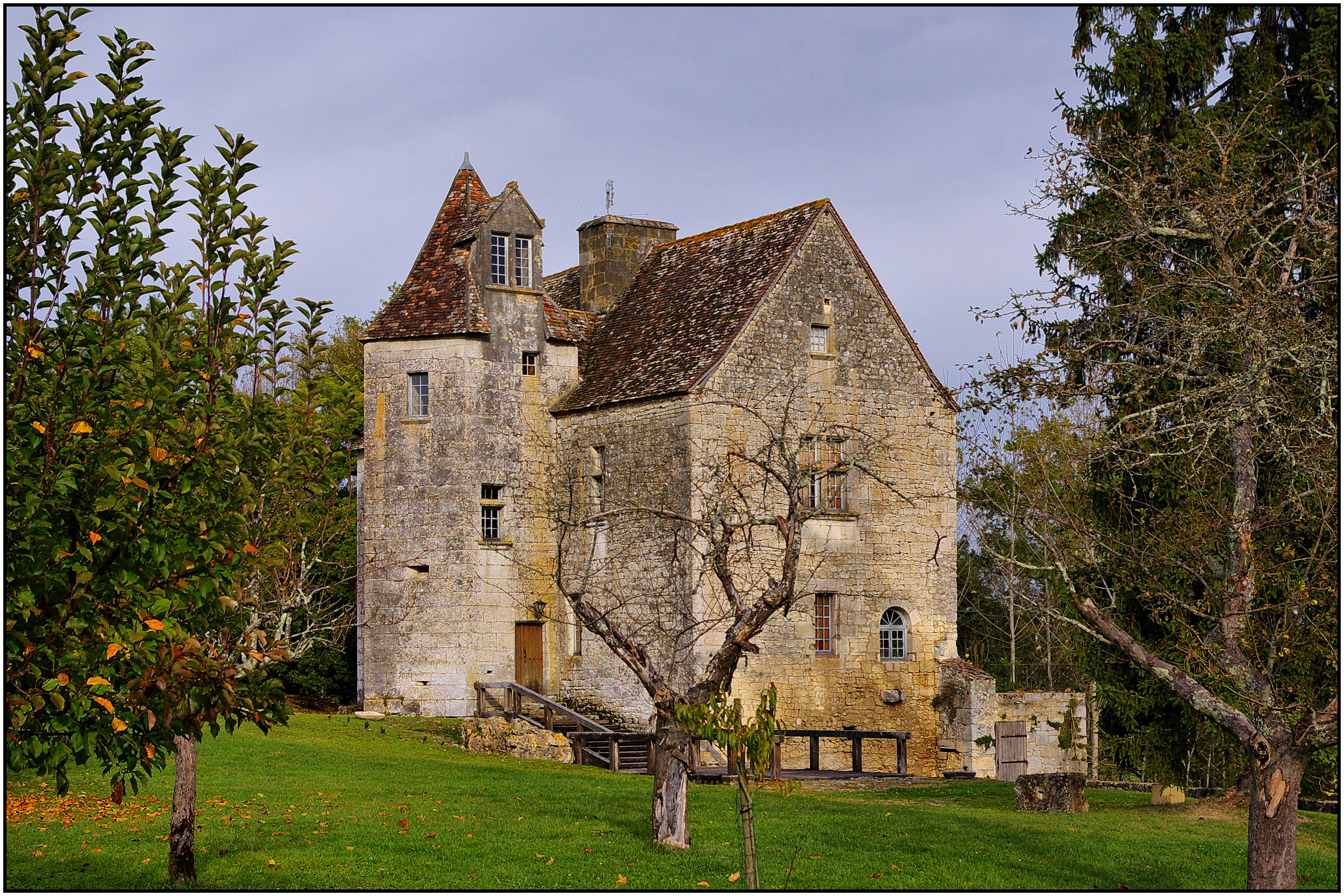
Le château de Laroque.

### Personnalités liées à la commune
- Saint Front, qu'un martyrologe du VIIe ou VIIIe siècle fait naître à Lanquais, d'après la légende.
- Vicomte Alexis de Gourgues (1801-1885), propriétaire du château de Lanquais[65], historien et vice-président de la société historique du Périgord. Inspecteur de la Société française d'archéologie pour le département de la Dordogne. Il est l'auteur de nombreux ouvrages concernant le Périgord et notamment du Dictionnaire topographique de la Dordogne, œuvre de référence en matière de toponymie locale. On y trouve toutes les formes anciennes des noms de lieux et lieux-dits du département de la Dordogne.

- Isabelle de Limeuil, maîtresse de Condé.

### Héraldique
| Blason de Lanquais | Blason  | Écartelé d'azur au lion d'or accosté de deux étoiles du même et d'or au chêne terrassé de sinople, englanté de sable. |
| Blason de Lanquais | Détails | Blason officiel, présent sur la page de Lanquais sur le site du Pays du Grand Bergeracois.                            |

## Pour approfondir